# General Viamonte (município)
General Viamonte (partido) é um partido (município) da província de Buenos Aires, na Argentina. A sua economia se baseia na atividade agropecuária e de seus derivados. Esta situada a noroeste de Buenos Aires. Possuía, de acordo com estimativa de 2019, 18.709 habitantes.